# Cattedrale di Santiago di Compostela
La basilica cattedrale metropolitana di San Giacomo di Compostela (in galiziano e spagnolo: Catedral basílica metropolitana de Santiago de Compostela), o più semplicemente cattedrale di San Giacomo di Compostela, è la chiesa madre dell'arcidiocesi di Santiago di Compostela, basilica minore e uno dei massimi santuari cattolici del mondo; al suo interno, nella cripta, i fedeli venerano le reliquie dell'apostolo Santiago o Maior/el Mayor (san Giacomo il Maggiore), patrono di Spagna. La cattedrale di Santiago è alla fine del Cammino di Santiago di Compostela, storico pellegrinaggio di origine medievale.
Nel 2010 vennero eseguiti importanti lavori di restauro nella cattedrale, in vista di un flusso di pellegrini molto maggiore per quell'anno.

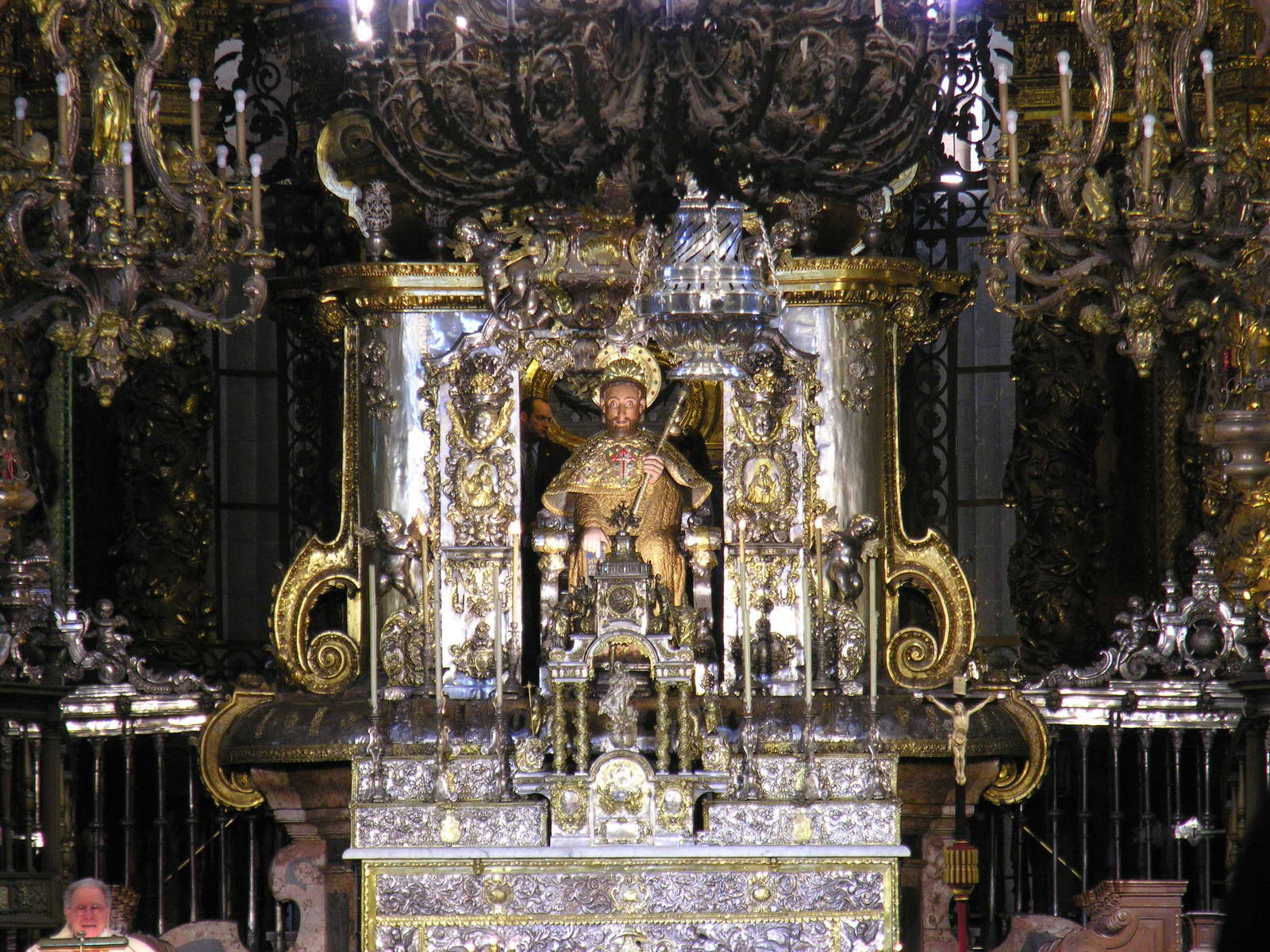
L'interno della Cattedrale di Santiago de Compostela, con l'altare di San Giacomo.

## Storia

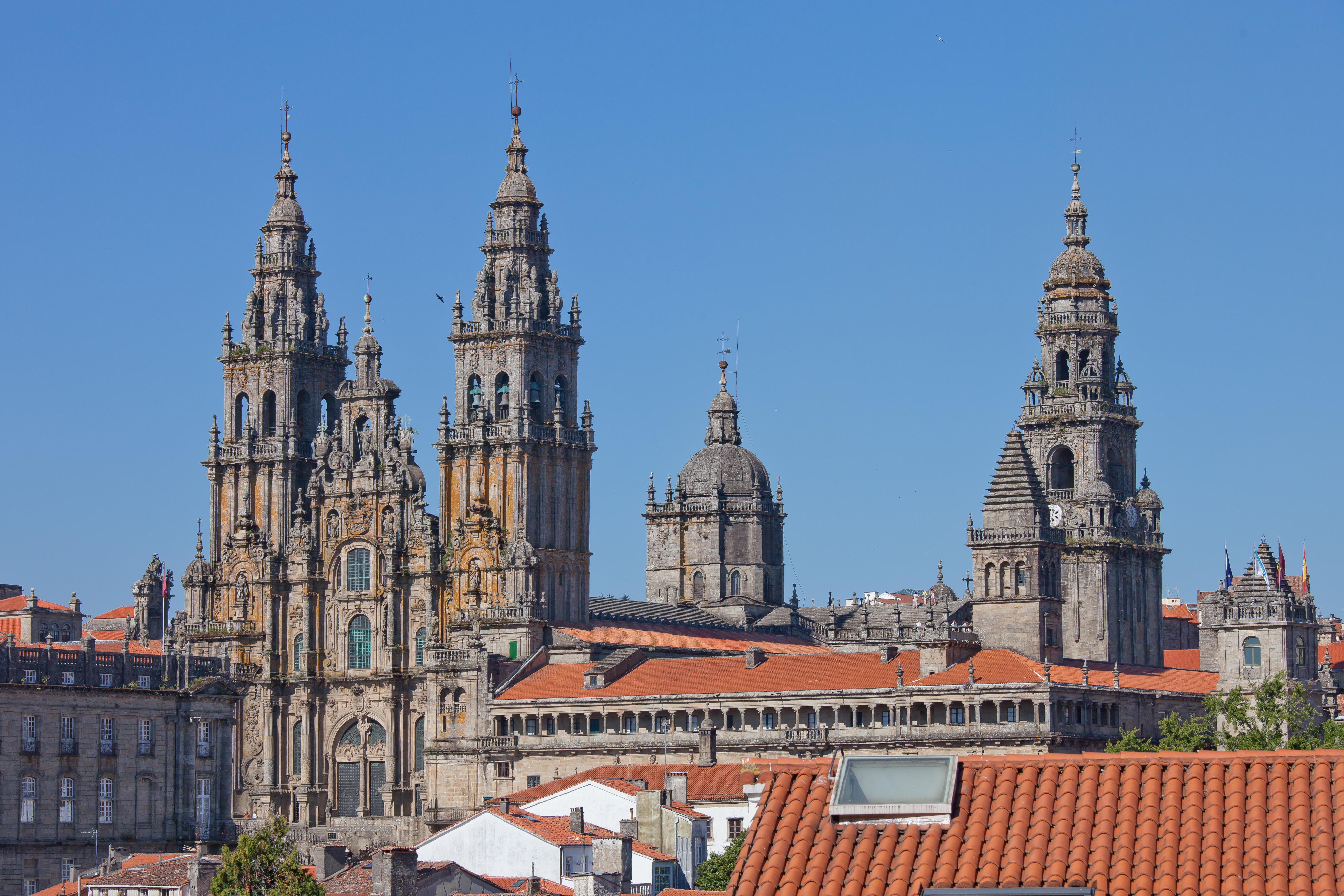
Veduta generale del complesso della cattedrale.

Secondo la leggenda, il corpo dell'apostolo Giacomo il Maggiore fu rinvenuto nel IX secolo nell'area dove sorge la cattedrale. Una prima chiesa intitolata a San Giacomo venne qui costruita all'inizio del IX secolo, per volere di Alfonso II delle Asturie. Successivamente, nell'899, sotto re Alfonso III, la prima chiesa fu sostituita da un'altra più grande, in stile protoromanico.
Nel 997, durante il saccheggio della città di Santiago de Compostela da parte dei berberi comandati da Almanzor, la chiesa protoromanica venne incendiata e le sue porte e campane fatte trasportare, dagli schiavi cristiani, alla grande moschea di Cordoba.
Nel 1095 il papa Urbano II decretò il trasferimento della sede vescovile di Iria Flavia, l'attuale Padrón, a Santiago de Compostela.
L'inizio dei lavori dell'attuale cattedrale risale al 1075. Il tempio, in stile romanico, venne completato nel XIII secolo e consacrato nel 1211, alla presenza del re Alfonso IX di León.
Si tratta di uno degli edifici che meglio rappresenta il tipo di chiesa romanica che scandisce il cammino di Santiago di Compostela tra Francia e Spagna (Sainte-Foy di Conques, Saint-Martial de Limoges, San Martino di Tours e Saint-Sernin a Tolosa), caratterizzato dall'abside con cappelle radiali e deambulatorio. Subì modifiche tra XVI e XVIII secolo.

## Esterno

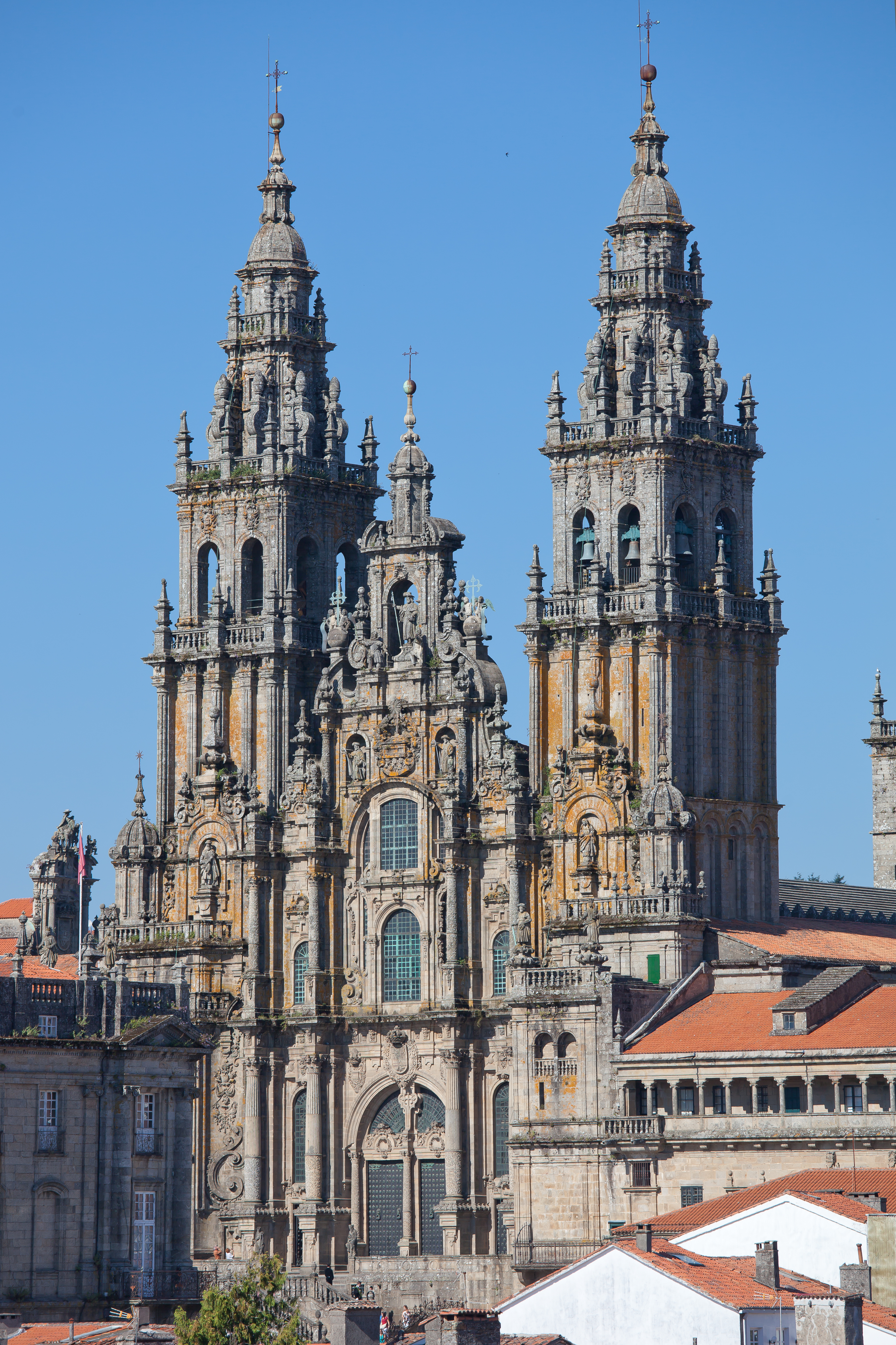
Veduta della facciata.

### Facciata dell'Obradoiro
In stile barocco, la fachada do Obradoiro fu edificata da Fernando de Casas Novoa, tra il 1738 e il 1750, allo scopo di proteggere il portico della Gloria dai danni delle intemperie alle quali era esposto. L'Obradoiro, rivolta a occidente, verso l'omonima piazza, costituisce l'ingresso principale della cattedrale ed è preceduta da una scalinata monumentale, realizzata nel 1606. Ai lati si innalzano le due torri, di origine medievale, alte 76 metri; nella torre destra, detta torre das Campás, si trova la statua di santa Maria Salome, madre di san Giacomo, mentre la statua di Zebedeo, padre dell'apostolo, orna la torre sinistra, la torre da Carraca. Al centro, nella parte più alta della facciata, campeggia la statua del titolare della cattedrale.

### Facciata della Quintana
La costruzione della facciata della Quintana, in stile barocco, iniziò nel 1658, per ingentilire l’abside medievale irregolare. Fu incaricato dei lavori José De La Peña a cui si deve anche la balaustra che sormonta la facciata e modifica la merlatura preesistente. All’interno del recinto della cattedrale fu integrata la chiesa della Corticela. Per accedervi dalla piazza fu aperta nella nuova cinta muraria la cosiddetta Puerta de los Abades o de la Corticela, molto semplice.
Nel 1658 iniziò la costruzione della Puerta Real, a destra della torre dell’orologio e in posizione arretrata rispetto alla Porta Santa. L’aspetto attuale della facciata della Quintana si deve a D. De Andrade che la terminò nel 1700 e la decorò con trofei militari e ghirlande di frutta. Quasi al centro della facciata la Porta Santa introduce in un corridoio che percorre le cappelle dell’abside. Su di essa sono le figure degli Apostoli e dei Personaggi dell’Antico Testamento provenienti dal demolito Coro del Maestro Mateo. Il portale è coronato dalla statua di Santiago Pellegrino e dai suoi discepoli Atanasio e Teodoro, opere di Pedro Del Campo. La nuova Porta Santa, neoclassica, fu disegnata da Melchor de Prado y Mariño nel 1794.

### Facciata de la Platerías
All’estremità meridionale del transetto si trova la facciata de la Platerìas, l’unica superstite in stile romanico (1103-’17), seppur con l’inserimento di alcuni rilievi provenienti dalla facciata opposta a nord (dopo il 1758) e la costruzione ai lati della Torre dell’Orologio, ricostruita in stile barocco sulla base originaria del XIV secolo da Domingo De Andrade, e della facciata dell’edificio rinascimentale del Tesoro decorato con medaglioni contenenti stemmi, personaggi biblici e storici al cui interno è il Chiostro, opera di Rodrigo Gil De Hontañón (1540). Nell’ordine inferiore della facciata de la Platerìas si apre una doppia porta con arcate a tutto sesto dotate di lunette scolpite con episodi della Vita di Cristo. Dopo l’incendio del 1117 sopravvissero solo 9 immagini del programma iconografico basato su Cristo e gli Apostoli e furono aggiunte le immagini in marmo di Mosè, Abramo e Santiago. Il collegamento tra la facciata e il tesoro fu realizzato nel 1705 in stile barocco.
Il timpano dell'ingresso di sinistra rappresenta le tentazioni di cristo, circondato dai demoni. Ma la figura più rilevante è quella di una donna che tiene in grembo un teschio; la dona adultera, secondo il Codex Calixtinus. Il timpano di destra mostra la Passione di Cristo e simboleggia il suo sacrificio per l'umanità. Il resto della facciata, tanto nel registro superiore quanto negli stipiti, è decorato con bassorilievi riutilizzati che sviluppano temi del Vecchio Testamento e comprendono le figure degli Apostoli guidati da San Giacomo.

### Facciata dell'Azabachería
La Puerta del Paraìso o Porta Francigena (a nord), in stile romanico e ornata con scene tratte dalla Genesi, nel 1758 fu danneggiata da un incendio, demolita e ricostruita prendendo il nome di facciata dell’Azabacherìa. I lavori iniziarono ad opera di Lucas Caaveiro con la collaborazione di Clemente Sarela, autori del primo corpo e di parte del secondo in stile barocco compostelano. Nel 1765 i lavori vennero affidati a Domingo Lois Monteagudo che cercò di uniformare la sua opera a quella già esistente inserendovi elementi classici come medaglioni, trofei militari, frontoni e vasi acrotici. Quattro telamoni atlantidei reggono un frontone curvo che funge da base per la statua di Santiago Pellegrino ai cui piedi si inginocchiano i re Ordoño II e Alfonso III. Al centro del secondo ordine del prospetto, tra le due finestre, è collocata la statua raffigurante la Fede di José Gambino del 1764.

## Interno

### Portico della Gloria
Superato il portale della facciata barocca dell'Obradoiro, si entra nel nartece della cattedrale, noto come portico della Gloria. Il portico è un capolavoro della scultura romanica, costruito per volere di re Ferdinando II di León tra il 1168 e il 1188, ad opera del Maestro Matteo. Il portico è costituito da tre campate voltate a crociera e presenta tre portali scolpiti, tramite i quali si accede alle navate. Il portale centrale, il più grande, è architravato e diviso al centro da una colonna, dove campeggia la statua dell'apostolo Giacomo. Sulla lunetta si trova la rappresentazione scolpita della corte della Gerusalemme Celeste, secondo la descrizione dell'Apocalisse di Giovanni, con al centro il Cristo in Maestà, circondato dai "quattro esseri viventi", simbolo degli evangelisti, da angeli e dalle anime dei giusti. Sull'archivolto sono rappresentati i ventiquattro vegliardi. Sugli stipiti vi sono le statue di apostoli e profeti. Più precisamente nel Portico s'incontrano scolpite le seguenti raffigurazioni:
- Arco di sinistra (Antico Testamento). Esso è composto da tre archivolti. Quello superiore è decorato con motivi vegetali, mentre in quello di mezzo undici figure imprigionate in una gogna simbolizzano gli Ebrei, prigionieri della loro stessa legge. Quello inferiore mostra altre undici figure che rappresentano «il Limbo dei Giusti, il Senato del Popolo Ebraico, i Padri degli Israeliti, dai quali proviene Cristo».
- Montante del Portico. Alla base del montante un uomo che afferra per il collo due leoni simboleggia il trionfo sul male. Il fusto rappresenta l'albero di Jesse, la genealogia umana di Gesù che collega i personaggi dell'Antico Testamento con Cristo per mezzo della Vergine Maria. La parte superiore rappresenta la genealogia divina di Cristo: la Santissima Trinità. La figura di San Giacomo pellegrino porta un bastone pastorale e una pergamena che si riferisce alla sua predicazione.
- Timpano. Il timpano è presieduto da Cristo che mostra le sue piaghe. Intorno a Lui sono raffigurati i quattro Evangelisti accompagnati dal loro simbolo (Tetramorfo): Giovanni con l'aquila, Luca con il bue, Marco con il leone e Matteo con l'angelo. Completano il timpano i beati, gli angeli con gli strumenti della Passione e i ventiquattro anziani dell'Apocalisse di Giovanni scolpiti in maniera molto dettagliata come gli strumenti musicali che portano in mano. Tra i tanti personaggi che popolano il timpano ci sono i 144.000 beati menzionati nell'Apocalisse che troveranno la salvezza.
- Porta di destra: Giudizio finale. Anche la porta di destra è composta da tre archivolti. Nella parte superiore appare Dio Padre e in quella inferiore Dio Figlio, che tengono in mano i Vangeli. A destra ci sono i mostri e demoni che infliggono terribili tormenti ai condannati nel Giudizio Finale. Quattro angeli portano le anime purificate alla Casa di Dio. Le grandi statue di quest'arco rappresentano sant'Andrea, san Matteo, san Tommaso e san Bartolomeo.

L’interno della cattedrale è a tre navate con pianta a croce latina, transetto composto da ulteriori tre navate e deambulatorio che percorre l’abside. Tra i confessionali sulle pareti delle navate laterali si aprono piccole porte che conducono alle tribune da cui si accede ai tetti e alle torri. Queste tribune sono coperte da volte a crociera poggianti su colonne con capitelli scolpiti che raffigurano motivi vegetali, animali fantastici e personaggi che emergono dalle foglie; le bifore affacciano sull’interno del tempio.
La cupola fu realizzata nel 1384 da Sancho Martís in sostituzione di quella originaria romanica di altezza inferiore; in epoca barocca fu conclusa dalla calotta attuale con lanterna. All’interno è ottagonale e dotata di ballatoio e finestre nel tamburo.
La navata centrale, coperta da volta a botte, è larga e alta il doppio di quelle laterali, concluse da crociere romaniche, e sono separate l’una dall’altra da pilastri compositi che alternano basi quadrate e circolari. All’incrocio tra navata centrale e transetto si eleva la cupola ottagonale dotata di ballatoio sorretto da otto angeli che suonano la tromba.

### Organo a canne
Al fondo della navata centrale, prima del transetto, sono collocati i due organi in stile barocco: quello a sinistra fu realizzato nel 1705 da Antonio Alfonsín e Miguel De Romay, quello a destra nel 1709 solo da quest’ultimo.
Attualmente nelle casse scolpite si trova l'organo a canne Mascioni opus 1010, costruito nel 1977 e dalla stessa restaurato nel 2006. Lo strumento odierno è a trasmissione elettronica ed ha 58 registri; la sua consolle, posizionata nel matroneo di sinistra, dispone di tre tastiere di 61 note ciascuna ed una pedaliera concavo-radiale di 32.

### Capela Maior
La cappella Maggiore, al fondo della navata centrale, è preceduta da una cancellata affiancata dai due pulpiti in bronzo, opera di Juan Bautista Celma di fine XVI secolo coperti da un baldacchino in legno intagliato e dorato nel 1714 dalla bottega di M. De Romey. Il baldacchino è sostenuto da quattro grandi Angeli policromi per lato posti al di sopra di colonne riccamente decorate e dorate. Fu progettato da D. De Andrade e da Vega y Verdugo e realizzato dai migliori artisti del tempo, tra i quali Pedro de la Torre, Francisco de Antas, Bernardo Cabrera, Simón López, Pedro Taboada, Juan de Cabrera, Lucas Serrano, Peña De Toro, Mateo de Prado e Brais do Pereiro. Al di sopra del baldacchino compaiono lo stemma reale al centro del fronte fra le Virtù Cardinali della Fortezza e della Prudenza sedute ai lati del frontone curvo spezzato; dalla parte centrale emerge una struttura piramidale di coronamento da cui sporge, nell’ordine inferiore, la scultura policroma di Santiago cavaliere su un cavallo bianco eseguita da Mateo de Prado (1677). La parte inferiore del coronamento è decorata a lacunari con rosette intagliati e dorati.
Al di sotto del baldacchino è collocato l’altare maggiore. Sul paliotto in oro e argento sbalzato presieduto da Cristo in Maestà, tetramorfi, Anziani dell’Apocalisse e Apostoli troneggia un tabernacolo in cui è inserita l’Immacolata Concezione fusa da Jacobo Pecul su disegno di Melchor de Prado y Mariño. Alle sue spalle si eleva il ricco dossale in cui, nella nicchia centrale, è sistemata la statua medievale di San Giacomo Sedente (nella Cattedrale fin dal 1211), su un trono rinnovato tra il 1659 ed il 1671 su disegno di Vega y Verdugo con l’aggiunta di bastone, corona e mantello d’argento e pietre preziose. Gli ornamenti che impreziosiscono l’altare maggiore furono ideati da Fray Gabriel De Las Casas e realizzati per la maggior parte dall’orafo Juan De Figueroa. L’altare fu coronato con l’immagine di Santiago Pellegrino circondato dai re Alfonso II, Ramiro II, Ferdinando II e Felipe IV, opera di Pedro Del Valle (1667). Due scale laterali consentono l’accesso all’interno dell’altare maggiore: uno spazio quadrangolare ricoperto di marmi, pietre preziose e metalli e concluso dal capulìn dorato.
La volta a botte del presbiterio conclusa da calotta verso l’abside fu dipinta a partire dal 1676 da Gabriel Fernández, Juan Paz De Caamaño, José Gómez Antonio Montanero e Antonio De Romay. Lungo il perimetro del presbiterio, intorno all’altare maggiore, un alto zoccolo in marmo e diaspro sorregge le colonne tortili intagliate e dorate completate da putti cerofori policromi.
Quattro lampade votive furono donate da Alfonso XI in segno di gratitudine per la vittoria nella battaglia di Salado (1340), una fu donata dal Gran Capitano nel 1512 e quelle barocche furono realizzate a Roma dal francese Lous Baladier nel 1765. Completano l’arredo le alte tribune neoclassiche in legno dorato poste ai lati del presbiterio. Gli stalli del coro di Francisco Del Rio sono stati collocati nella testata nel XX secolo.
I resti del Santo Apostolo, dopo essere stati spostati e nascosti per impedire che fossero trafugati dal pirata Sir Francis Drake, furono riportati alla luce durante gli scavi del 1879 e quindi traslati nel loro mausoleo originario, sotto l’altare maggiore. Due scale laterali sul deambulatorio consentono l’accesso alla Cripta apostolica (al di sotto della cappella Maggiore) in cui sono custoditi i resti degli apostoli Santiago, Atanasio e Teodoro al di sopra di un altare in marmo con motivi di derivazione paleocristiana: due pavoni affrontati che bevono dalla coppa dell’immortalità. L’urna è costituita da una scatola in legno di cedro rivestita di velluto rosso e divisa all’interno in tre vani per i tre apostoli. La scatola è poi racchiusa nell’urna d’argento cesellato. La parte anteriore rispecchia il disegno seicentesco di Vega y Verdugo per l’altare maggiore con un Cristo Benedicente nella mandorla circondato dagli apostoli separati da colonne e archi trilobati. Al di sopra di essa è appesa una stella d’argento che ricorda il miracolo che permise il ritrovamento del mausoleo nel IX secolo. L’urna ed il piedistallo in bronzo su cui poggia sono opera dell’orafo Ricardo Martínez su disegno di José Losada.
La cappella del Cristo di Burgos, la prima sulla navata sinistra, deve il nome all’immagine scolpita in quella città nel 1754 posta al di sopra dell’altare principale e fiancheggiata da colonne tortili in marmo bianco decorate con tralci e grappoli d’uva dorati. Fu costruita tra il 1662-‘64 con pianta a croce greca coperta da cupola in pietra con oculo. Nelle nicchie ai lati dell’altare principale sono collocati due monumenti funebri: a sinistra quello policromo dell’arcivescovo Carrillo eseguito da Pedro Del Valle nel 1667 e a sinistra quello del cardinale García Cuesta (1873), entrambi con le figure inginocchiate dei due canonici. I bracci laterali della pianta a croce greca sono occupati da due altari intagliati e dorati, uno con rilievo scultoreo raffigurante il grido di San Pedro, l’altro santa Maria Salomè, Zebedeo e i loro figli, opere della scuola di Mateo De Prado, discepolo dello scultore Gregorio Fernández. A lui e a Bernardo Cabrera, si deve l’altare principale di questa cappella.
La cappella della Comunione, con accesso sia dalla navata sinistra che dalla navata sinistra del transetto sinistro, è la cappella più moderna e in stile neoclassico. Nell’anticappella è collocata una Vergine del Perdono in alabastro scolpita in stile gotico. La semplice lapide nera di Don Lope de Mendoza ricorda l’originaria destinazione dell’ambiente, così come le tombe in marmo di fine XIX secolo con le immagini della Fede e della Speranza a destra e a sinistra della cappella, opera di Ramón Constenla. La costruzione della cappella, iniziata su disegno dell’architetto Domingo Lois Monteagudo (1765 ca.), fu terminata da Miguel Ferro Caaveiro. Nella pianta circolare si innesta un ottagono scandito da possenti colonne ioniche che sorreggono la cupola con un semplice oculo dal XX secolo; sulle pareti sono presenti nicchie contenenti i quattro dottori della Chiesa scolpiti da Juan Dávila e Gregorio Español nel XVII secolo, autori anche del coro ligneo che all’inizio dello stesso secolo sostituì quello del Maestro Mateo, situato nella navata centrale.
Il Camarín de Santiago Caballero, sulla navata sinistra del transetto sinistro, è la più piccola delle cappelle ed ospita solo una statua equestre del XVIII secolo dell’apostolo Santiago Caballeros o Matamoros opera di José Gambino. Recentemente al di sopra del suo ingresso con cancellata è stata posta una targa in bronzo con due busti in rilievo dei papi Giovanni Paolo II e Benedetto XVI.
La piccola cappella di Santa Caterina occupa lo spazio che era il Pantheon Reale ed è sulla navata sinistra del transetto sinistro accanto al portale dell’Azabacheria. L’altare attuale con santa Caterina nella nicchia centrale e la Vergine di Lourdes un po’ più in basso è della fine del XVIII secolo e sostituisce quello originario del 1548 di Miguel Ramón. Le tombe del Pantheon sono state spostate nello spazio adiacente a questa cappella, all’esterno delle sue mura e sulla scala che scende dalla porta dell’Azabacheria. Tra i sepolcri presenti vi sono quello del vescovo Alonso López de Valladolid, morto nel 1468, con statua in granito tardo gotica che lo raffigura sdraiato con il bastone in bronzo e lo stemma dei Mendoza alla quale apparteneva il defunto. Dall’altra parte della scalinata, accanto alla cappella di San Andrés, è posto il sepolcro di Juan Vidal scolpito nel XVI secolo da Juan Bautista Celma. L’attuale cancellata in stile barocco è opera del 1763 di Antonio Pérez.
La cappella di San Nicolás, a destra del transetto sinistro, verso la fine del XVII secolo divenne la cappella di San Andrés ad opera dell’architetto Peña De Toro. Il dossale d’altare barocco fu disegnato da Fernández Espantoso nel 1707. Incassati nella parete destra sono presenti due sepolcri sovrapposti del canonico Pedro García (1561) e del canonico cardinale Juan Martínez Ternero (1581) con statue sdraiate scolpite da Juan Bautista Celma.
Oltre la cappella di San Andrés è il corridoio che separa questa cappella dalla successiva dello Spirito Santo e che immette nell’indipendente chiesa della Corticela costruita nel IX secolo, dotata di tre altari e intitolata a Santo Stefano; nel X secolo fu dedicata a San Martino. Per accedere alla Corticela dalla cattedrale fu aperta la porta di Santa Marìa, oggi murata dalla costruzione di cappelle successive. Nel timpano della Corticela, proveniente dalla facciata esterna della chiesa, è raffigurata un’Epifania. La chiesa è a tre navate con copertura a capriate lignee e presbiterio quadrato coperto da volta. Nelle pareti si aprono strette monofore e rosoni che illuminano l’ambiente. Arcate a tutto sesto ospitano varie immagini scolpite, tra le quali una donna sdraiata databile al XIV-XV secolo, rinvenuta durante gli scavi del XX secolo ed il sepolcro del canonico cardinale Gonzalo Eanes, morto nel 1342. Il fonte battesimale del XV secolo fu arricchito da parti in bronzo nel XX secolo. L’urna con il Cristo sdraiato è di anonimo del XVII secolo come il Gesù Bambino di Praga al fondo della navata destra. Il Cristo nell’orto sulla parete nord è del XVI secolo in stile rinascimentale come la policroma statua della Vergine della Consolazione sull’altare maggiore composto da una colonna scolpita.
Nella Cappella dello Spirito Santo, sulla destra del transetto sinistro, sono presenti 7 tombe collocate in arcate a sesto acuto sui cui fronti sono scolpite torri concluse da cupole che separano archi trilobati contenenti figure di angeli. L’altare sulla parete di fondo fu qui collocato dopo il 1945: l’immagine della Vergine de la Soledad è del 1666, mentre il fronte e la base in argento furono realizzati dall’orafo Antonio De Morales nel 1747.
La Cappella dell’Immacolata Concezione o Prima, nel transetto sinistro verso l’abside, fu disegnata nel 1523 da Juan de Álava, realizzata da Jácome García e dedicata alla Santa Croce; di questa prima intitolazione sull’altare è presente un rilievo del 1721 raffigurante la Santa Croce realizzato da Antonio Alfonsín e Manuel Leis su disegno di D. De Andrade; nella nicchia a sinistra dell’ordine centrale del dossale è rappresentata la deposizione dalla Croce attribuita a Diego De Sande; nella nicchia a destra è collocata un’immagine della Madonna della Prima, opera di Cornielis De Holanda del 1526. La decorazione pittorica è di Juan Bautista Celma, autore anche dei resti di affreschi che si trovano dietro l’attuale retablo di Simón Rodríguez. In questa cappella, a destra dell’ingresso e all’interno di una nicchia riccamente decorata con motivi vegetali, candelabre e testine alate, è ospitato il monumento funebre di Antonio Rodrìguez Agustìn, in stile rinascimentale sempre di C. De Holanda.
Nell’ambulacro absidale si aprono sette cappelle. La prima sulla sinistra, la cappella di Santa Fede, nel XVI secolo divenne di San Bartolomè. Il suo interno, poligonale, è coperto da volta e illuminato da tre grandi finestre chiuse da un arco a tutto sesto poggiante su colonne addossate alle mura. Sulla parete destra è colloca il monumento funebre di Don Diego de Castilla in pietra di Coimbra, opera del Maestro Arnao, con la statua adagiata del defunto che ha ai piedi un leone accovacciato posta all’interno di una nicchia con arcata a tutto sesto rinascimentale decorata con candelabre, putti, medaglioni, trofei militari e angeli che recano lo stemma di famiglia. Al di sotto dell’arco, un rilievo rappresenta la Resurrezione di Cristo. L’altare, in pietra dorata e policroma, è presieduto dalla Vergine del Buon Consiglio affiancata dai Santi Bartolomè e Santiago el Mayor. La cancellata è attribuita a Guillén De Bourse.
La successiva cappella di San Giovanni Evangelista è un'altra delle cappelle romaniche sopravvissuta fino ad oggi, anche se tra il XVI ed il XVIII secolo subì alcune trasformazioni. Il suo aspetto attuale si deve agli interventi di gusto barocco attuati nei primi decenni del XVIII secolo da S. Rodríguez e da Luís Parcero e Pascual. Nella nicchia al centro del dossale d’altare è la statua policroma di Santa Salomè, madre di San Giacomo, mentre nella parte superiore è rappresentato San Giovanni.
La cappella di Santa Maria la Blanca in stile gotico è conclusa da volta a crociera che poggia su colonne con capitelli a motivi vegetali e figure antropomorfe la cui chiave di volta è decorata da foglie scolpite. Sulle pareti sono presenti sepolcri del XVI e XVII secolo. L’altare attuale, in legno scuro intagliato in stile neogotico, è opera di Maximio Magariños del 1906: al centro è collocata l’immagine di Santa Maria la Blanca di Gregorio Fernández Prieto; nel pannello in basso a destra è raffigurata la fuga dall’Egitto. La cancellata fu realizzata da Clemente Lorenzo nel 1725.
Al centro del deambulatorio è posizionata la cappella di El Salvador o del Re di Francia per via dei capitelli scolpiti all’ingresso della cappella i cui cartigli recano iscrizioni latine dedicate al re Alfonso VI e al vescovo di Santiago Diego Peláez. La sua costruzione iniziò nell’anno 1075 come si legge nell’iscrizione sulla parete laterale. Sull’altare rinascimentale in pietra policroma attribuito a Juan de Álava (1532) troneggia il Salvatore.
Alla destra di questa cappella è l’ingresso della Porta Santa interna realizzata nei primi anni del XVI secolo con sei pannelli in bronzo raffiguranti episodi biblici sui battenti (Jesús León, 2003) e corrispondente a quella esterna sulla facciata della Quintana a cui è collegata da un corridoio.
Proseguendo sull’ambulacro verso destra si ammira la cappella dell’Azucena o di San Pedro, che conserva quasi intatta la sua originaria architettura romanica ed una delle prime ad essere costruita. È detta dell’“Azucena” per l’immagine al centro dell’altare, affiancata da San Giuseppe e San Giuda Taddeo e sormontata da San Pietro, al centro del coronamento; il disegno dell’altare di F. Casas (1731) fu realizzato da Francisco Da Moas. L’ingresso dall’ambulacro alla cappella risale al 1571 ad opera di Sandronín Fernández. I lavori eseguiti nel XX secolo hanno portato alla luce resti di affreschi sulle pareti che sul tamburo absidale rappresentano Santiago Pellegrino e la conversione di Saulo. Le finestre sono decorate con medaglioni e motivi ornamentali. La cappella ospita la tomba di Doña Mencía de Andrade con ai piedi il suo cane (Juan Bautista Celma, 1582), finanziatrice della costruzione della sacrestia adiacente alla cappella, su disegno di Juan De Herrera. La sacrestia fu terminata dallo scalpellino Juan Andrés.
L’adiacente cappella di Mondragón (suo fondatore) fu costruita a partire dal 1521 da Jácome Fernández, con pianta quasi rettangolare e volta a vela. Da essa si accede alla sacrestia. Il suo dossale d’altare fu modellato in terracotta ad opera di Miguel Perrin (1526) con il rilievo raffigurante il Compianto sul Cristo Morto. Nel 1751 furono collocati gli intagli dorati che circondano l’arco sul rilievo, le immagini dei Santi Juan Bautista e Antonio, il Cristo in Croce e l’Addolorata.
L’ampia cappella del Pilar, l’ultima del deambulatorio, verso destra, è in stile barocco e occupa lo spazio di due primitive cappelle romaniche del transetto e dell’ambulacro. Fu incaricato della sua costruzione D. De Andrade che lavorò al progetto tra il 1696 e il 1711, anno in cui, per l’età avanzata, lasciò il lavoro a F. De Casas. A destra dell’ingresso è collocato il monumento funebre in marmo dell’arcivescovo Monroy, patrocinante dei lavori, opera di Fernández Sande. Al centro dell’altare eseguito da Miguel De Romay su disegno attribuito al Casas è collocata l’immagine della Vergine del Pilar proveniente da Saragozza con la statua marmorea di Santiago Pellegrino inginocchiato ai suoi piedi. La parte superiore del dossale racchiude una tela di Juan Antonio Gracía de Bouzas che rappresenta l’Apparizione a Saragozza della Vergine sul pilastro a Santiago e ai suoi discepoli. La cappella è decorata da marmi e diaspri con ornamenti dipinti e dorati. La cupola ottagonale con oculo è in pietra riccamente decorata e ricopre l’intera cappella rettangolare.
Sul transetto destro, tra la Porta della Platerías e la porta interna del Portico Real, è collocato il fonte battesimale rettangolare in marmo posto su una colonna di granito, un tempo collocato nel Battistero, addossato al prospetto sinistro della cattedrale. Lo spazio in cui è collocato oggi il fonte è sormontato da un Calvario policromo scolpito realizzato per il retrocoro del tempio.
La costruzione della Sacrestia si deve a Juan de Álava sotto direttive di Jácome Fernández. L’antisacrestia, a pianta rettangolare, si apre sul transetto destro e comunica con il chiostro e con l’edificio del Tesoro; la sacrestia è a pianta quadrata. Le volte di entrambe hanno nervature che formano elaborati disegni e da quella della sacrestia pende un magnifico lampadario in bronzo. Notevole è il portale scolpito da cui si accede alla sacrestia sul braccio sud del transetto: tra le decorazioni rinascimentali troneggia l’effigie di Santiago posta all’interno del timpano che sovrasta il fregio contenente lo stemma di monsignor Fonseca; le due nicchie sull’architrave ospitano le statue di Santiago Pellegrino e San Ildefonso. Sulle pareti della sacrestia sono distribuiti dipinti tra i quali una Via Crucis del XIX secolo, alcune opere di Gregorio Ferro e la Tradizione di Santiago in Galizia di Modesto Brocos. Nell’antisacrestia sono presenti due dipinti ad olio del XIX secolo di Juan José Cancelo.
Dalla navata destra della cattedrale e attraverso un portale seicentesco, si accede a questo ambiente con basse volte a vela: il fondo affaccia sul chiostro e lateralmente si trovano la cappella di San Fernando e quella che, dal 1641, è la cappella delle Reliquie.
La cappella di San Fernando fa parte del percorso del Museo della Cattedrale ove si trova il Tesoro composto da oggetti sacri di pregevole oreficeria. Fu realizzata su progetto di Juan de Álava e completata nel 1527. La volta è composta da due sezioni a stella su peducci le cui nervature formano ricchi e diversi disegni con chiavi decorate con motivi vegetali e giacobini (alberi, fiori, animali altamente stilizzati con disegni fantasiosi e giocosi). Gli affreschi delle pareti raffiguranti l’Ascensione e l’Assunzione di Maria furono realizzati nel 1536 da Pedro Noble. Nel 1590 Juan Bautista Celma eseguì alcuni lavori sull’arco e sull’altare di San Silvestro con un retablo del 1540 circa che all’epoca ospitava le reliquie di questo santo. Questo spazio fu presto adibito a “cappella delle Sante Reliquie” che furono trasferite qui nel 1537 e servì a tale scopo fino al 1641. In questo periodo le reliquie erano ospitate in una custodia eseguita da Cornielles De Holland. Nel 1679 Juan De Seoane realizzò la figura del Santo Re Ferdinando di Castiglia con globo e spada sull’altare neo rinascimentale. Tra gli oggetti preziosi contenuti in questa cappella vi sono gli ostensori di Juan Posse della fine del XVII secolo e quello del 1702 di J. De Figueroa autore del prezioso mantello originale del Santiago sedente sull’altare maggiore (1704) esposto nella teca della parete destra.
Tra le opere facenti parte del prezioso Tesoro della Cattedrale vi è inoltre l’ostensorio processionale di Antonio De Arfe in argento dorato e smalti realizzato tra il 1539 e il 1545 e completato con il basamento nel 1573 in cui sono raffigurati a rilievo episodi della Vita di Gesù, Apostoli, Profeti e Dottori.
L’attuale cappella delle Reliquie contiene un altare in legno di cedro cubano in stile neogotico disegnato da Rafael De La Torre e realizzato da Maximo Magariños nel 1924: nel medaglione è raffigurato Santiago Matamoros; nei rilievi compare re Alfonso XII con la sua famiglia. Al centro dell’ordine inferiore del retablo è posizionato il celebre busto-reliquiario di Giacomo Alfeo del 1322 attribuito a Rodrigo Eáns: il capo smaltato e l’originale mantello in argento sbalzato e dorato che simula i disegni del broccato si sono arricchiti di gioielli preziosi nel corso del tempo. Alla sua destra sono disposti il Santiago Pellegrino del XV secolo realizzato in argento dorato e smalti, il reliquiario di santa Florina dell’XI secolo, e, verso l’esterno, quello del Dente di Santiago (dal 1921 sostituito da un frammento osseo) realizzato nel 1321 in argento dorato, oro e smalti: la reliquia è all’interno di un’urna dalle forme gotiche che la scultura tiene nella mano destra, mentre nell’altra regge il bastone da pellegrino. A sinistra, in corrispondenza di quello di santa Florina, è invece il busto-reliquiario di santa Paolina dell’XI secolo. Il San Giacomo Pellegrino è raffigurato anche in un'altra scultura realizzata nel 1445 dall’italiano Francisco Marino, con bastone, mantello e aureola ricca di gemme preziose aggiunte nel XVII secolo. L’originario altare in stile manierista era stato realizzato da Bernardo Cabrera in collaborazione con Gregorio Español nel 1630: di esso sono sopravvissuti al fulmine del 1729 e all’incendio del 1921 le virtù della fortezza e della temperanza e alcuni rilievi conservati nel museo. Questa cappella dal 1535 ospita anche il Pantheon Reale spostato dal braccio sinistro del transetto: incorniciati da architetture seicentesche si trovano, tra gli altri, i sepolcri di Ferdinando II, di Alfonso IX, di Don Raimundo de Borgoña e di Doña Berenguela, moglie di Alfonso VII.
Le stanze della biblioteca e della sala capitolare, anch’esse facenti parte del percorso museale, subirono un incendio nel 1751 e furono ricostruite da Lucas Ferro Caaveiro. La decorazione di entrambi gli ambienti è di gusto rococò e particolarmente ricche sono le volte affrescate. Nella volta della biblioteca gli affreschi raffigurano episodi della vita dell’apostolo San Giacomo, opera del 1756 di Arias Varela e sulle sue pareti sono distribuiti scaffali con importanti raccolte bibliografiche; al centro è collocato un leggìo di G. Español e Juan Da Vila del XVII secolo; vi sono inoltre due botafumeiro (turiboli, incensieri), uno in ottone argentato di J. Lasada realizzato nel 1851, l’altro è una sua replica in argento del 1971, e il Pùlpito de Opositores del 1744 di Francisco De Lens.
Gli affreschi della volta della sala capitolare sono opera di Tomás De Aguilar. Nella sala, sotto all’imitazione del baldacchino della camera da letto di Carlo III della Real Fabbrica di Arazzi di Santa Bárbara in cui è inserito il dipinto dell’apparizione della Vergine di Guadalupe di Juan Patricio Morlete (1769), è collocato un prezioso tavolo presidenziale in stile rococò intagliato e dorato su disegno di Ferro Caaveiro e alla parete opposta è addossato l’altare dello stesso stile: la nicchia centrale ospita l’immagine di Santiago Pellegrino eseguita nel 1751 da J. De Gambino ed è affiancata da due dipinti ad olio su rame di Francken III raffiguranti il cammino del Calvario e la conversione di San Pablo. Sulle pareti sono esposti alcuni arazzi di origine fiamminga del XVII secolo che rappresentano episodi di guerre puniche. Nella sala sono inoltre presenti un’urna elettorale settecentesca intarsiata in madreperla e avorio e alcune consoles intagliate e dorate, in stile rococò.
La ricostruzione del chiostro medievale danneggiato fu affidata a Juan de Álava che diresse i lavori fino alla sua morte, avvenuta nel 1537. I lavori furono poi continuati da Rodrigo Gil de Hontañón fino al 1590. Nel disegno architettonico è un chiostro ancora gotico, ma rinascimentale nella decorazione. È coperto da volte stellate e ogni sezione delle cinque campate che formano i lati del porticato, reca un contrafforte esterno con più pinnacoli. Ancora oggi il chiostro è adibito a “cimitero dei canonici”: a questo allude il fregio che percorre tutto il perimetro interno con temi rappresentanti il trionfo della resurrezione sulla morte. Sul chiostro si affacciano diversi ambienti: l’antisacrestia, la sacrestia, il tesoro, la cappella delle reliquie, la cappella Alba, la sala del chiostro, la cappella Ánimas, il guardaroba dei canonici e l’accesso all’archivio del duomo. Le porte di accesso al chiostro, nel braccio destro del transetto, mostrano una delicata decorazione scultorea del Maestro Arnao, collaboratore di Juan de Álava. Accanto al già citato portale di accesso alla sacrestia, se ne trova un altro identico per struttura, decorazione a candelabre, angeli con fiaccole, putti, aquile e grifoni, ma che, nelle nicchie sull’architrave, ospita l’Annunciazione e l’Incarnazione del Cristo e nel frontone il Dio Padre.
Nel chiostro è conservata un’importante collezione di stemmi relativi alla nobiltà galiziana, sarcofagi di canonici del XIV-XVI secolo e lapidi in bronzo di arcivescovi del XVII e XVIII secolo. Al centro del cortile è stata collocata la vasca superstite dell’antico Fons Mirabilis, un tempo all’esterno, di fronte alla facciata dell’Azabacherìa.
La cappella dell’Alba (in origine della Trasfigurazione) è collocata nel chiostro in corrispondenza dell’inizio della navata destra e ha funzione di mausoleo della famiglia di Rivero de Aguilar. L’altare rococò fu disegnato da J. Gambino ed eseguito dallo scultore José Ferreiro (1770). L’ambiente è coperto da volta stellata. Su una predella che imita il marmo ornata di scudi araldici e rilievi di Santi in grisaglia, una grande nicchia sormontata da Dio Padre in gloria racconta l’episodio della Trasfigurazione; tra le figure degli apostoli vi sono Giacomo, Pietro e Giovanni Evangelista opere del XVIII secolo dello scultore Mateo de Prado; affiancano la scena i santi Egidio e Domenico. Il primo organo, del 1533, fu sostituito trent’anni dopo.

Cattedrale di Santiago di Compostela.

## La Cattedrale di Santiago di Compostela nella cultura di massa
- Il cammino per Santiago, film 2010 di Emilio Estevez, con Martin Sheen.